# Чавчавадзе, Спиридон Михайлович
князь Спиридон Михайлович Чавчавадзе (3 марта 1878 — 1952) — полковник Российской императорской армии, участник Первой мировой войны. Кавалер ордена Святого Георгия 4-й степени и Георгиевского оружия. После революции эмигрировал во Францию; в 1947 году вернулся в СССР, где был приговорён к 25 годам заключения в исправительно-трудовых лагерях.

## Биография
Спиридон Чавчавадзе родился 3 марта 1878 года в княжеской семье Чавчавадзе. Служил в Российской императорской армии. По состоянию на 1 января 1909 года служил в чине поручика в 13-м уланском Владимирском полку.
В составе этого же полка принимал участие в Первой мировой войне. 17 мая 1916 года произведён в чин подполковника со старшинством с 19 ноября 1915. 20 мая 1916 года произведён в полковники со старшинством с 16 ноября 1915 года. 29 августа 1916 года был удостоен ордена Святого Георгия 4-й степени. 17 апреля 1917 года занял должность командира 13-го уланского Владимирского полка.
Эмигрировал во Францию, где в 1931 году стал главой группы 13-го уланского полка. В 1947 году вернулся в Советский Союз. В 1951 году был осуждён и приговорён к 25 годам заключений в исправительно-трудовых лагерях. Скончался в 1952 году находясь в заключении.

## Награды
Спиридон Михайлович Чавчавадзе был удостоен следующих наград:
- Орден Святого Георгия 4-й степени (Высочайший приказ от 29 августа 1916);
- Георгиевское оружие (Высочайший приказ от 16 августа 1916);
- Орден Святой Анны 2-й степени с мечами (Высочайший приказ от 1 ноября 1914);
- Орден Святой Анны 3-й степени (дата награждения орденом неизвестна); мечи и бант к ордену (Высочайший приказ от 20 декабря 1914);
- Орден Святого Станислава 2-й степени (29 января 1914); мечи к ордену (8 июня 1916).